# Tender (kolejnictwo)

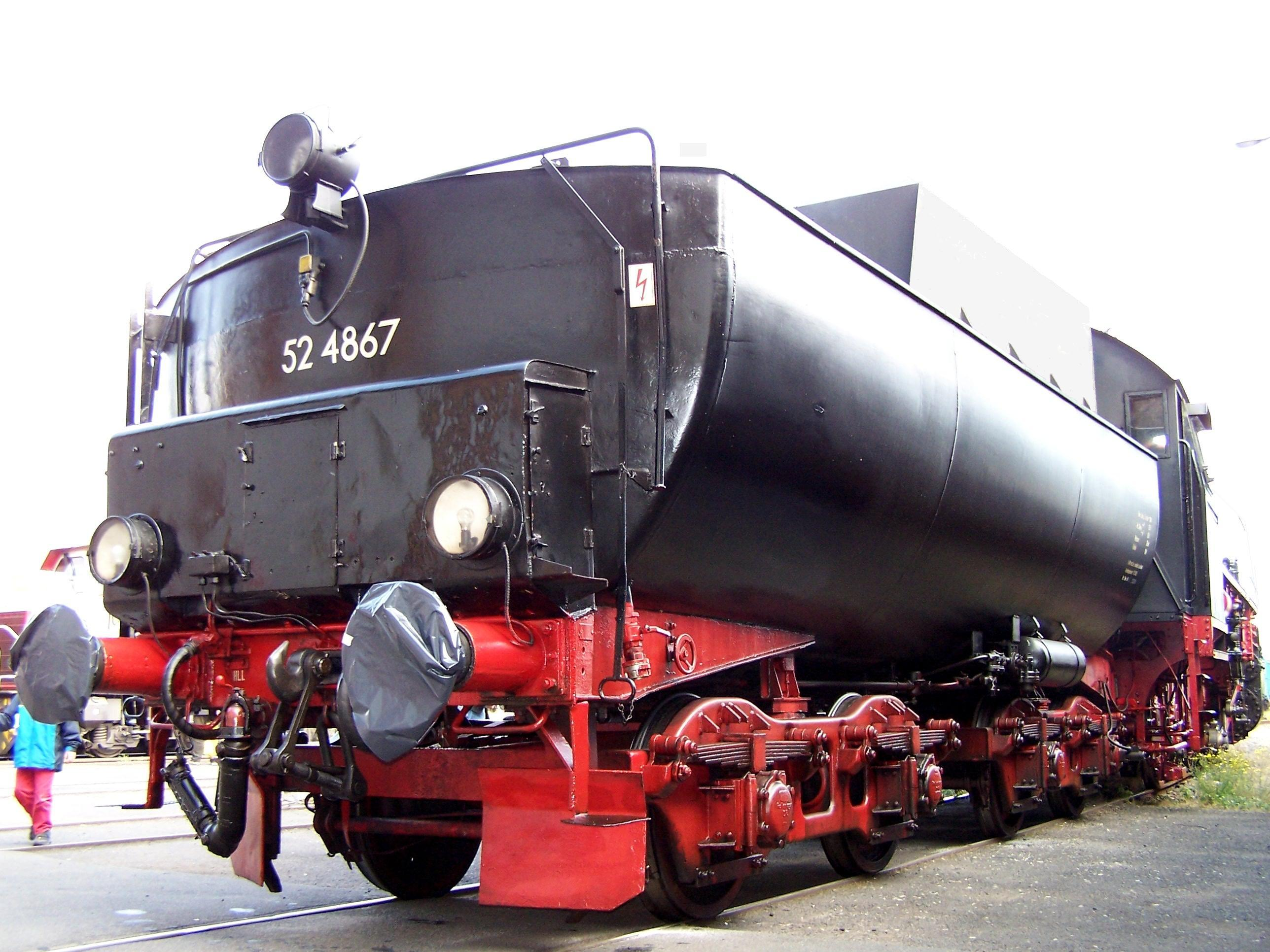
Tender beczkowy

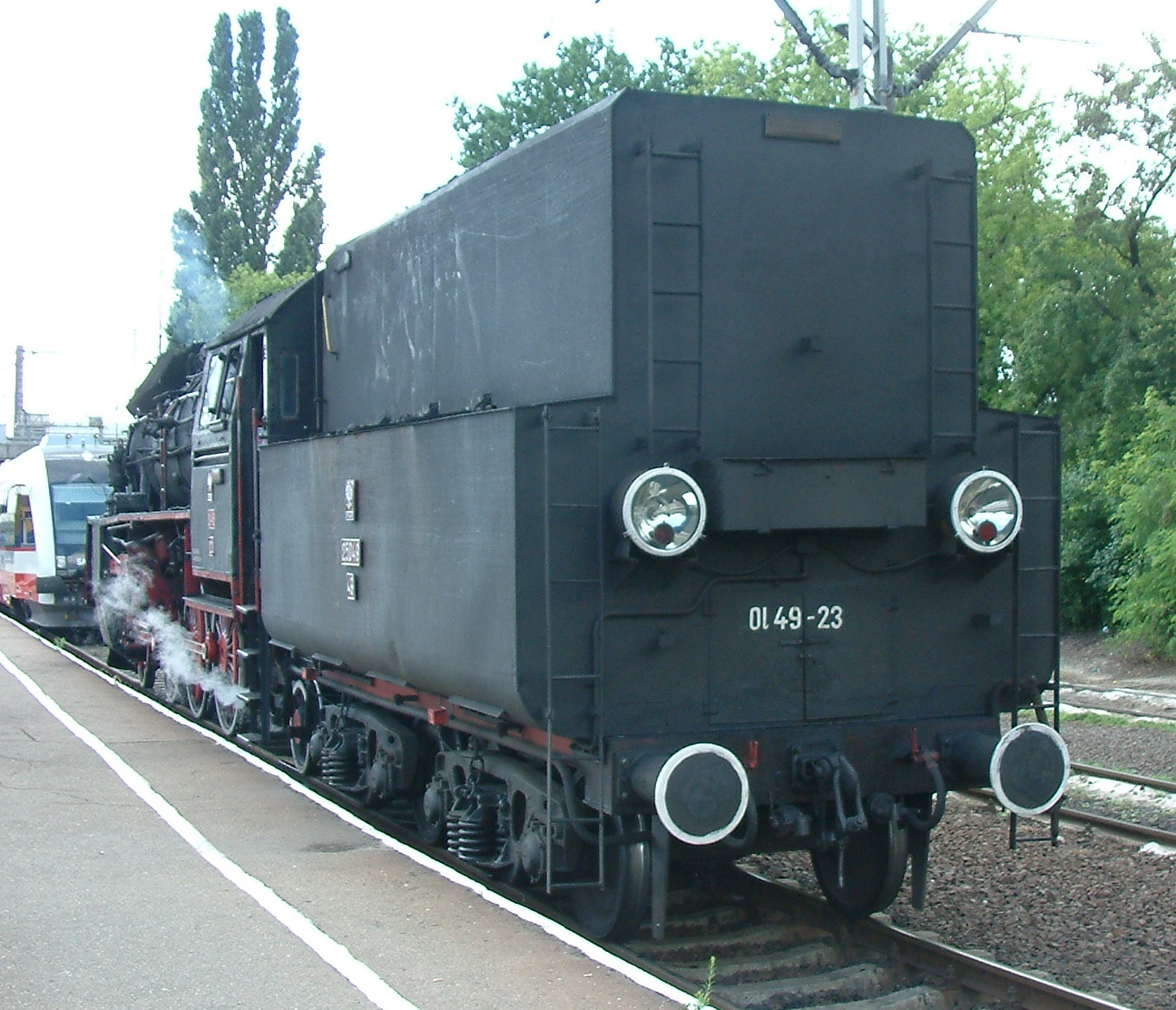
Tender skrzyniowy 25D49 parowozu Ol49-23

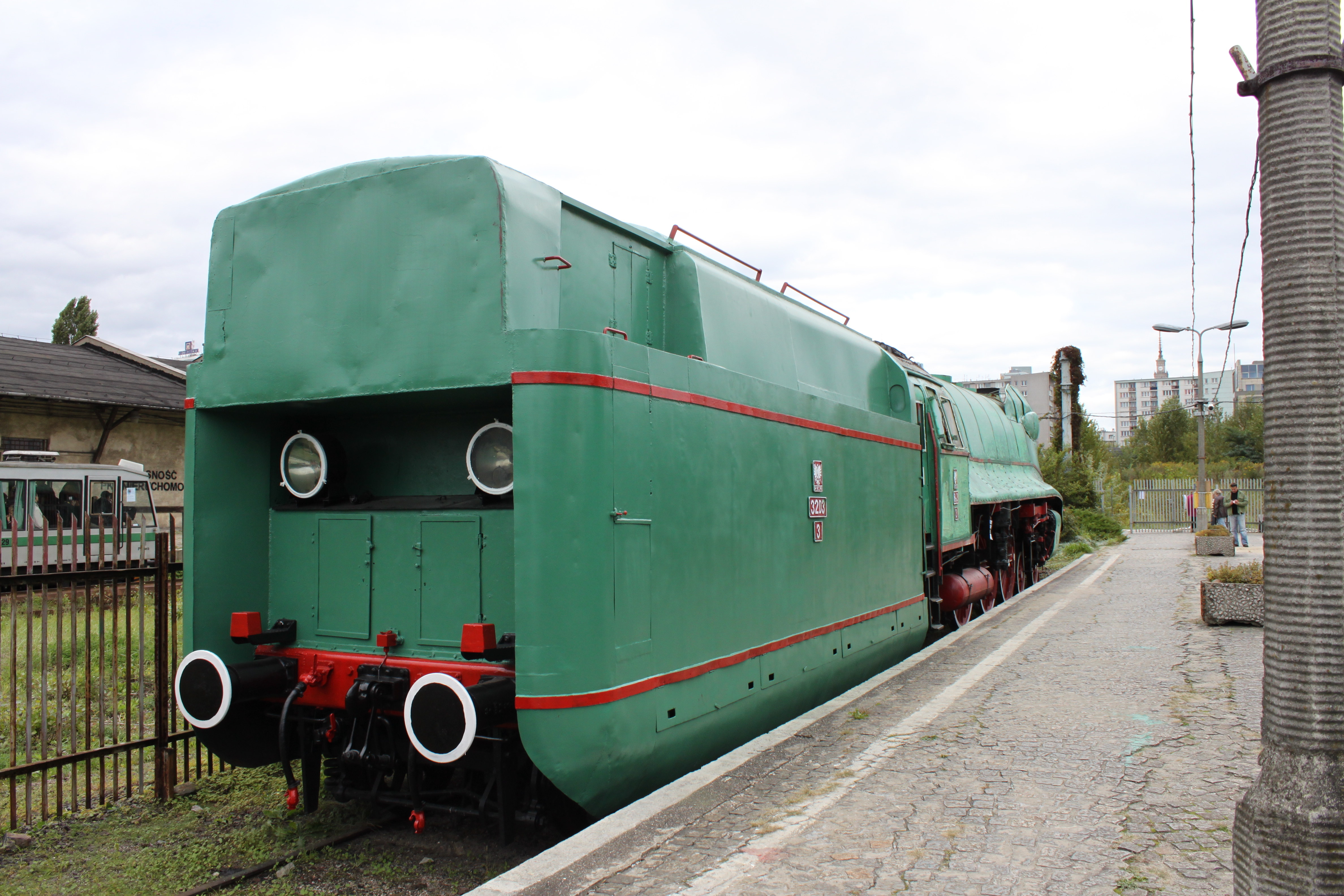
Tender 32D3-3 z parowozem Pm3-3 w Muzeum Kolejnictwa w Warszawie

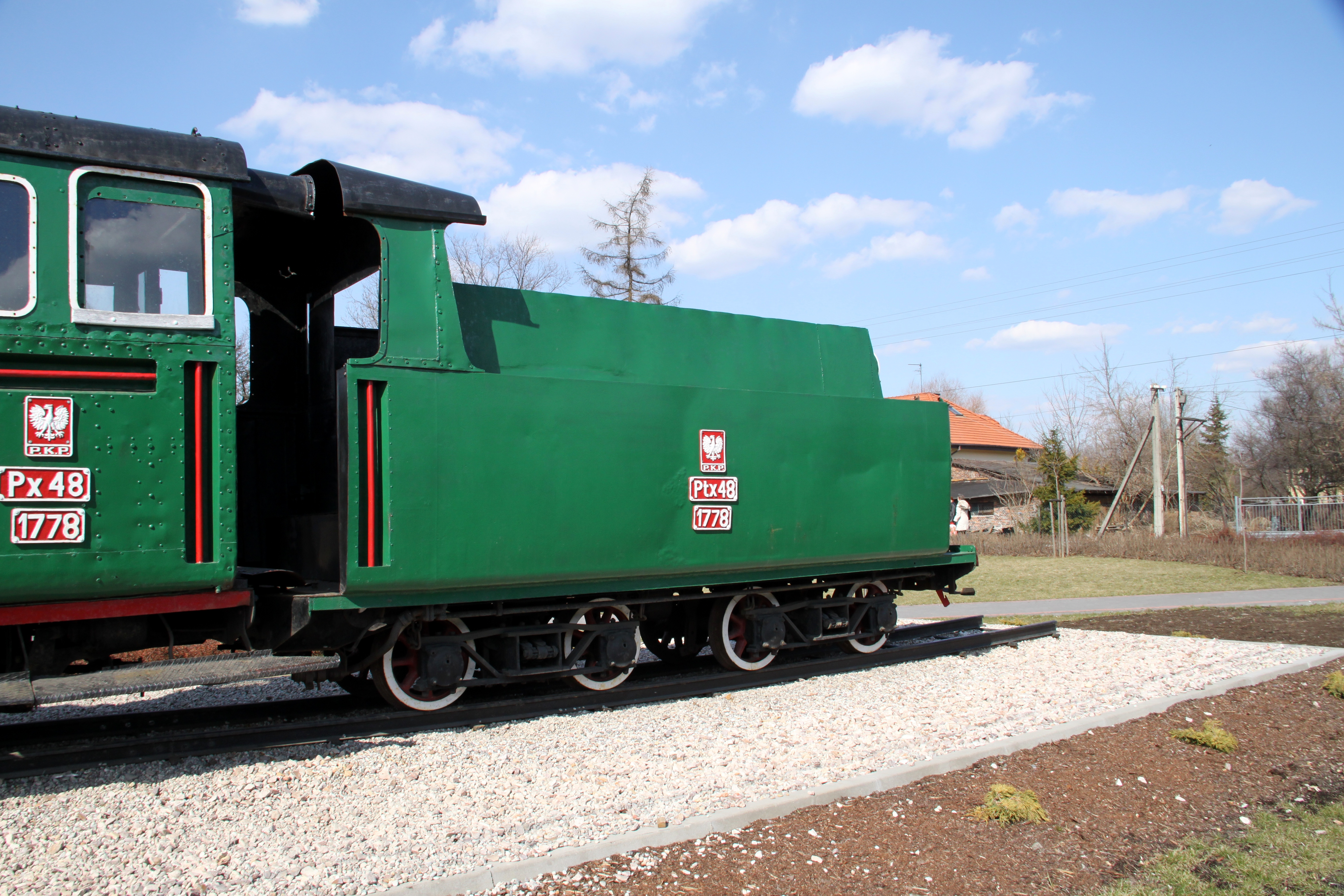
Tender Ptx48-1778 z parowozem Px48-1778 w Markach

Tender – wagon specjalnej konstrukcji do przewozu węgla (lub – rzadziej – mazutu) i wody dla parowozu.

## Rodzaje tendrów
Tender skrzyniowykonstrukcja zbliżona do konstrukcji zwykłego wagonu ostojnicowego, w zbiorniku wody zabudowana jest skrzynia węglowa zazwyczaj o tej samej wysokości ścianek, lecz węższa i krótsza
Tender beczkowyzbiornik wodny i jednocześnie ostojnicę tworzy poziomy, ścięty u góry walec, do którego przyspawane są czopy skrętów, urządzenia sprzęgowe i skrzynia węglowa (zabudowana jest zwykle nieco wyżej); zaletą jest niższa cena i mniejsza masa niż tendra skrzyniowego, ale często następuje pękanie rury w okolicach wózków, zwłaszcza po dłuższej pracy tendra, gdy następuje skorodowanie ścianek zbiornika wody
Tender ze sztywną ramąosie takiego tendra zamontowane są w sztywnej ramie (zwykle osie zamontowane są w wózkach); w przypadku jazdy parowozu z tego typu tendrem tyłem obowiązywało dodatkowe ograniczenie prędkości do 30 km/h ze względu na skłonność do wykolejeń.
Tender kabinowywyposażony jest w kabinę dla kierownika pociągu towarowego; kabinę montowano za skrzynią węglową i była możliwość wejścia do kabiny z obu stron.
Tender korytarzowyjest to tender dający możliwość przejścia z kabiny maszynisty do wagonów specjalnym przejściem; w Polsce taki tender miała tylko lokomotywa Pm36-1

## Konstrukcja tendrów
Wszystkie tendry posiadają wzmocnienie zbiornika wodnego podłużnymi i poprzecznymi blachami z wyciętymi otworami, które oprócz usztywnienia dodatkowo chronią przed uderzeniami wody przy nagłych zmianach prędkości. Skrzynia węglowa ma nachyloną podłogę, co ułatwia zsuwanie węgla. W nowszych rozwiązaniach w tender zabudowany jest automatyczny podajnik (podawacz) węgla zwany stokerem, zwykle o napędzie parowym.
W zbiorniku wody znajduje się pływakowy czujnik urządzenia wskazującego poziom wody, a w najniższym miejscu zbiornika jest zawór spustowy. W zbiornik zabudowana jest też dość długa zaślepiona rura o średnicy ok. 150 mm służąca do przechowywania długich narzędzi, np. rusztowników.
Tendry przystosowane do oleju opałowego mają dodatkowo zabudowane parowe urządzenia podgrzewające paliwo.
Ważną rolę odgrywa sprzęgnięcie tendra z parowozem – powinno być z jednej strony możliwie sztywne (tłumienie drgań wynikających z niecałkowitego zrównoważenia mas posuwisto-zwrotnych parowozu), a z drugiej powinno zapewnić możliwość przechodzenia zespołu parowóz-tender przez łuki i wzniesienia. Jako element łączący stosuje się stalowe cięgło (pręt z pionowymi otworami na poszerzonych końcach), a jako element napinający – albo parę zderzaków dociskanych do skośnych płyt oporowych sprężyną piórową, albo sprzęg centralny – zespół dwóch zderzaków dociśniętych do siebie za pomocą specjalnie ukształtowanej wkładki.

## Tendry o specjalnej konstrukcji

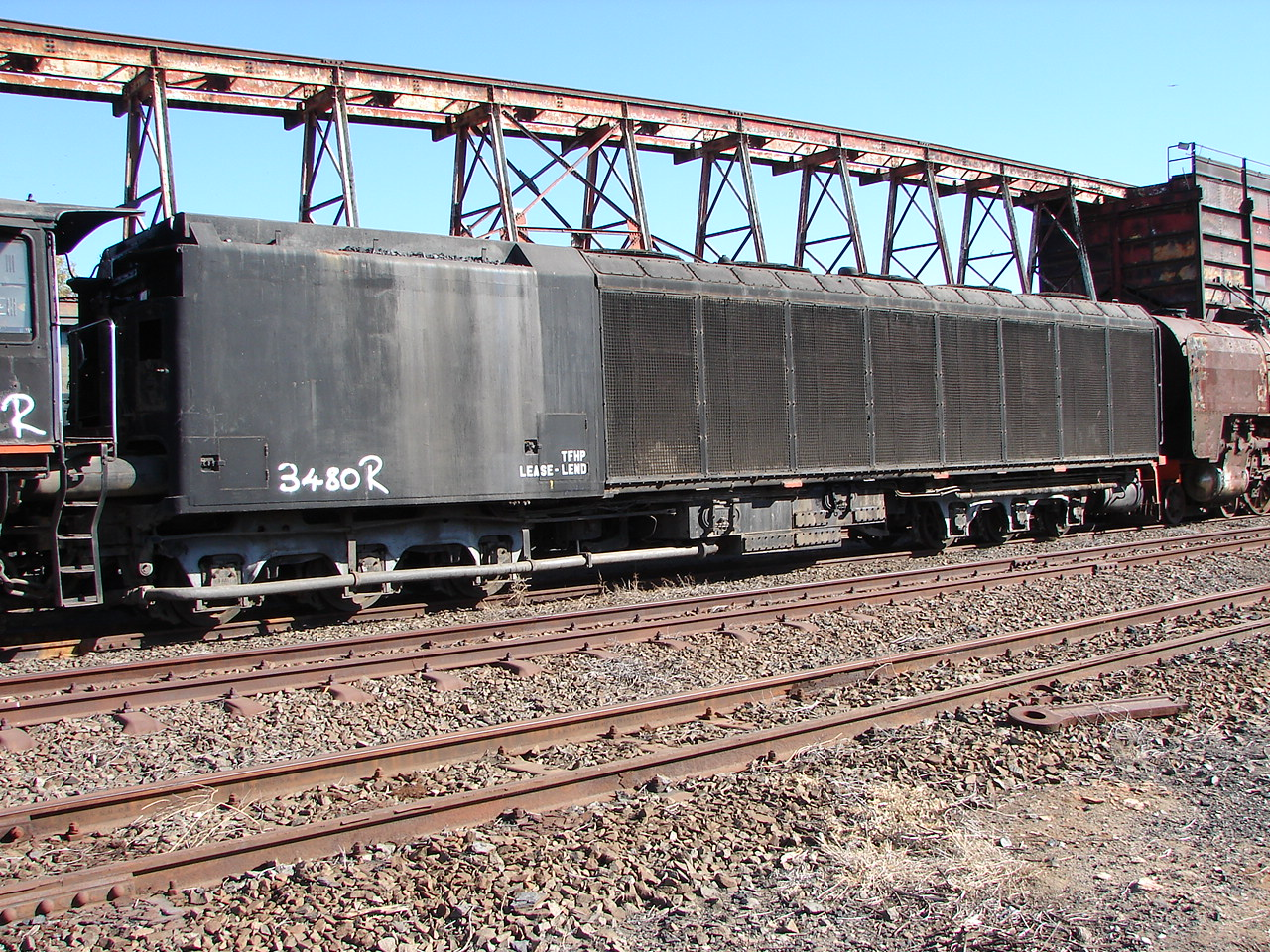
Tender kondensacyjny parowozu serii 25

W niektórych parowozach np. niemiecki T38 i amerykański XA tender posiadał własne silniki zasilane parą z parowozu, a w parowozach kondensacyjnych zawierał skraplacz pary. W pociągach pancernych często na tendrze była umieszczona wieżyczka dowódcy.
Tendry kondensacyjne były drogie i znacznie cięższe od tradycyjnych, co ograniczyło ich zastosowanie do obszarów z niedoborem wody. Np. niemiecki parowóz Ty2 z tendrem kondensacyjnym był stosowany w czasie II wojny światowej na rosyjskich stepach. Koncepcja tendra kondensacyjnego odżyła przy próbie zastosowania do napędu parowozu turbin parowych, ale był to już zmierzch ery parowozów i nie powstała chyba żadna praktyczna realizacja.
Zapas wody ograniczał zasięg parowozu znacznie bardziej niż zapas węgla. W celu jej uzupełnienia na stacjach kolejowych przy prawie wszystkich peronach były umieszczone żurawie wodne. W pociągach ekspresowych dla uniknięcia konieczności zatrzymywania się stosowano tendry pobierające wodę w ruchu z rynny znajdującej się pomiędzy szynami. Problem wody był na tyle poważny, że do pociągów pancernych często dołączano dodatkową cysternę z wodą.
Wody wystarczało w tendrze tradycyjnym na ok. 150 km, a ze skraplaczem na ok. 1000 km.
Znaczne zużycie wody przez parowozy zmusiło do budowy wydajnych wodociągów na stacjach kolejowych z ujęciem wody i stacją pomp. Do pokrycia znacznego, chwilowego zapotrzebowania wody przy napełnianiu tendra budowano charakterystyczne dla starych dworców wieże ciśnień.

## Modelarstwo kolejowe
W modelarstwie kolejowym czasem stosuje się napęd tendra zamiast parowozu ze względu na łatwość wykonania. Tender jest napędzany przez silnik elektryczny za pomocą przekładni zębatych.

## Zestawienie tendrów normalnotorowych PKP
| Seria         | Do parowozu             | Długość całkowita [mm] | Średnica kół [mm] | Masa pustego [Mg] | Masa w stanie służ- bowym [Mg] | Pojemność skrzyni wodnej [m³] | Ładu- nek węgla [Mg] | Uwagi                           |
| ------------- | ----------------------- | ---------------------- | ----------------- | ----------------- | ------------------------------ | ----------------------------- | -------------------- | ------------------------------- |
| 12C1          | Tp1 Tp2                 | 6250                   | 1000              | 16,9              | 35,9                           | 12                            | 7                    |                                 |
| 16C1          | Oi2                     | 6725                   | 1000              | 21,3              | 43,3                           | 16                            | 6                    |                                 |
| 16C11         | Ol12 Tr12 Tw12          | 6337                   | 1040              | 17                | 39,9                           | 16                            | 6,8                  |                                 |
| 17C1          | Tp3 Tp4 Tr5 Tw1         | 7310                   | 1000              | 22                | 45,5                           | 16,5                          | 7                    |                                 |
| 20C1          | Tr6 Ty1                 | 6660                   | 1000              | 19,6              | 45,6                           | 20                            | 6                    |                                 |
| 16D1          | Oi1                     | 7350                   | 1000              | 22                | 43                             | 16                            | 5                    |                                 |
| 21D20         | Tr20                    | 8429                   | 860               | 27                | 55                             | 21                            | 7                    |                                 |
| 22D2          | Ok1                     | 7290                   | 1000              | 23                | 51,5                           | 21,5                          | 7                    |                                 |
| 22D23         | Tr21 Ty23 Ok22 Ty37 Ty4 | 7415                   | 1000              | 22,6              | 54,1                           | 21,5                          | 10                   |                                 |
| 25D24         | Os24                    | 7992                   | 1000              | 22,4              | 54,85                          | 25                            | 7,45                 |                                 |
| 25D49         | Ol49                    | 7760                   | 1000              | 25                | 62                             | 25                            | 12                   |                                 |
| 25D201 25D203 | Tr201 Tr203             | 8060                   | 850               | 24,9              | 59,9                           | 25                            | 10                   |                                 |
| 25D202        | Tr202                   | 8049                   | 1050              | 23,5              | 57,5                           | 25                            | 9                    |                                 |
| 26D5          | Ty5                     | 9100                   | 1000              | 25,5              | 59,5                           | 26                            | 8                    |                                 |
| 27D51         | Ty51                    | 9100                   | 1000              | 31,47             | 78,97                          | 27                            | 20,5                 |                                 |
| 30D42         | Ty2 Ty42                | 9000                   | 930               | 23,12             | 61,12                          | 30                            | 8                    | skrzyniowy                      |
| 30D43         | Ty2 Ty42                | 9655                   | 930               | 20,8              | 60,8                           | 30                            | 10                   | beczkowy                        |
| 30D55         | Ok55-3                  | 8177                   | 850               | 25,4              | 65,4                           | 30                            | 10                   |                                 |
| 32D2          | Pm2                     | 8650                   | 1000              | 33,5              | 75,5                           | 32                            | 10                   |                                 |
| 32D2          | Ok55-1, Ok55-2          | 8650                   | 1000              | 26,4              | 64,9                           | 31,5                          | 7                    | po przeróbce skrzyni sprzęgowej |
| 32D3          | Pm3                     | 8645                   | 1000              | 31,9              | 73,9                           | 32                            | 10                   |                                 |
| 32D29         | Pt31 Pu29               | 8795                   | 1000              | 26,5              | 68,5                           | 32                            | 10                   |                                 |
| 32D36         | Pm36                    | 8785                   | 1000              | 26,5              | 67,5                           | 32                            | 9                    |                                 |
| 32D43 27D43   | Ty43                    | 9200                   | 930               | 20                | 62                             | 32                            | 10                   | 27D43 – po zamontowaniu stokera |
| 32D46         | Ty246                   | 10016                  | 1000              | 30,6              | 76,6                           | 32                            | 14                   |                                 |
| 32D47 27D47   | Ty45                    | 9200                   | 960               | 21,6              | 65,6                           | 32                            | 12                   | 27D47 – po zamontowaniu stokera |
| 33D48 27D48   | Pt47                    | 9130                   | 1000              | 27,9              | 77,9                           | 33                            | 17                   | 27D48 – po zamontowaniu stokera |
| 34D44         | Pm2 Ot1 Ty4             | 8645                   | 1000              | 29,9              | 74,2                           | 34                            | 10                   |                                 |
| 34D48         | Pt47                    | 8645                   | 1000              | 29,9              | 74,2                           | 34                            | 10                   | nieznacznie przerobiony 34D44   |

## Literatura
- Jan Nieliwodzki – Pojazdy Trakcyjne, Wydawnictwa Komunikacji i Łączności, Warszawa 1967
- Józef Fijałkowski, Wiktor Kowalewski – Charakterystyki normalnotorowych pojazdów trakcyjnych, wydanie III, Wydawnictwa Komunikacji i Łączności, Warszawa 1970